# Porricondyla grandipennis
Porricondyla grandipennis är en tvåvingeart som först beskrevs av Frederick Askew Skuse 1890.  Porricondyla grandipennis ingår i släktet Porricondyla och familjen gallmyggor. Inga underarter finns listade i Catalogue of Life.